# Чаба Кйовеш
Чаба Кйовеш (угор. Köves Csaba, нар. 27 жовтня 1966, Будапешт, Угорщина) — угорський фехтувальник на шаблях, дворазовий срібний (1992 та 1996 роки) призер Олімпійських ігор, дворазовий чемпіон світу.

## Виступи на Олімпіадах
| Олімпіада      | Дисципліна          | Місце |
| -------------- | ------------------- | ----- |
| Барселона 1992 | індивідуальна шабля | 11    |
| Барселона 1992 | командна шабля      | 2     |
| Атланта 1996   | індивідуальна шабля | 18    |
| Атланта 1996   | командна шабля      | 2     |
| Сідней 2000    | індивідуальна шабля | 11    |
| Сідней 2000    | командна шабля      | 5     |